# Borys (Georgiew)
Borys, imię świeckie Konstantin Georgiew (ur. 30 stycznia 1875 w Starej Zagorze, zm. 22 października 1938 w Sofii) – bułgarski biskup prawosławny.

## Życiorys
Ukończył z wyróżnieniem szkołę duchowną w Samokowie w 1894. Wykształcenie teologiczne uzyskał na Petersburskiej Akademii Duchownej. Na ostatnim roku studiów złożył wieczyste śluby mnisze, przyjmując imię zakonne Borys, a następnie został wyświęcony na hierodiakona. Po powrocie do Bułgarii był nauczycielem w szkole duchownej w Samokowie. W 1903 został protosynglem Egzarchatu Bułgarskiego, należał do najbliższych współpracowników i doradców egzarchy bułgarskiego Józefa. Szczególnie zaangażowany w działalność Egzarchatu w Macedonii. 5 sierpnia 1910 w cerkwi św. Stefana w Konstantynopolu został wyświęcony na biskupa morawskiego, zaś 10 grudnia tego samego roku mianowano go metropolitą ochrydzkim. Bułgarska społeczność Ochrydy przyjęła go przychylnie, hierarcha zaś bronił jej interesów przed władzami tureckimi.
W latach 1913–1915 tymczasowo zarządzał eparchią giumiurdżyńską (z siedzibą w ob. Komotini), opiekując się miejscową społecznością prawosławnych Bułgarów. Klęska Bułgarii w II wojnie bałkańskiej doprowadziła do utraty przez Egzarchat Bułgarski kontroli nad jego dotychczasowymi eparchiami w Macedonii, przejętymi przez Serbski Kościół Prawosławny, biskup Borys musiał w 1913 opuścić Ochrydę. W 1915, gdy Bułgaria odzyskała Ochrydę i region, metropolita wrócił do miasta. W 1918 musiał opuścić je ponownie.
Wszedł w skład Świętego Synodu Egzarchatu, następnie w latach 1924–1936 był namiestnikiem Egzarchatu w Stambule. Starał się nie dopuścić do rozproszenia społeczności bułgarskich wiernych w Turcji oraz do utraty majątku Egzarchatu. Gromadził bibliotekę dzieł teologicznych, działał na rzecz tworzenia bułgarskich instytucji oświatowych, wspierał ruch bułgarski w Macedonii. W 1936 zamieszkał w Monasterze Rylskim. Zmarł w 1938.
Autor przekładu Służebnika i Trebnika z języka cerkiewnosłowiańskiego na współczesny język bułgarski. Pracował również przy przekładach tekstów Ewangelii czytanych na nabożeństwach, przygotowaniu synodalnego wydania Biblii oraz innych prac teologicznych.